# SCARB2
SCARB2 (англ. Scavenger receptor class B member 2) – білок, який кодується однойменним геном, розташованим у людей на короткому плечі 4-ї хромосоми.  Довжина поліпептидного ланцюга білка становить 478 амінокислот, а молекулярна маса — 54 290.
| 10         |  | 20         |  | 30         |  | 40         |  | 50         |
| ---------- |  | ---------- |  | ---------- |  | ---------- |  | ---------- |
| MGRCCFYTAG |  | TLSLLLLVTS |  | VTLLVARVFQ |  | KAVDQSIEKK |  | IVLRNGTEAF |
| DSWEKPPLPV |  | YTQFYFFNVT |  | NPEEILRGET |  | PRVEEVGPYT |  | YRELRNKANI |
| QFGDNGTTIS |  | AVSNKAYVFE |  | RDQSVGDPKI |  | DLIRTLNIPV |  | LTVIEWSQVH |
| FLREIIEAML |  | KAYQQKLFVT |  | HTVDELLWGY |  | KDEILSLIHV |  | FRPDISPYFG |
| LFYEKNGTND |  | GDYVFLTGED |  | SYLNFTKIVE |  | WNGKTSLDWW |  | ITDKCNMING |
| TDGDSFHPLI |  | TKDEVLYVFP |  | SDFCRSVYIT |  | FSDYESVQGL |  | PAFRYKVPAE |
| ILANTSDNAG |  | FCIPEGNCLG |  | SGVLNVSICK |  | NGAPIIMSFP |  | HFYQADERFV |
| SAIEGMHPNQ |  | EDHETFVDIN |  | PLTGIILKAA |  | KRFQINIYVK |  | KLDDFVETGD |
| IRTMVFPVMY |  | LNESVHIDKE |  | TASRLKSMIN |  | TTLIITNIPY |  | IIMALGVFFG |
| LVFTWLACKG |  | QGSMDEGTAD |  | ERAPLIRT   |  |            |  |            |

A: Аланін

C: Цистеїн

D: Аспарагінова кислота

E: Глутамінова кислота

F: Фенілаланін

G: Гліцин

H: Гістидин

I: Ізолейцин

K: Лізин

L: Лейцин

M: Метіонін

N: Аспарагін

P: Пролін

Q: Глутамін

R: Аргінін

S: Серин

T: Треонін

V: Валін

W: Триптофан

Кодований геном білок за функціями належить до рецепторів клітини-хазяїна для входу вірусу, рецепторів. 
Задіяний у таких біологічних процесах як взаємодія хазяїн-вірус, поліморфізм, альтернативний сплайсинг. 
Локалізований у мембрані, лізосомі.